# Michal Maroši
Michal Maroši (29 de mayo de 1978) es un deportista checo que compitió en ciclismo de montaña en la disciplina de eslalon dual. Ganó dos medallas en el Campeonato Europeo de Ciclismo de Montaña, oro en 1998 y plata en 1999.

## Palmarés internacional
| Campeonato Europeo | Campeonato Europeo                | Campeonato Europeo | Campeonato Europeo |
| Año                | Lugar                             | Medalla            | Competición        |
| ------------------ | --------------------------------- | ------------------ | ------------------ |
| 1998               | Špindlerův Mlýn (República Checa) | Medalla de oro     | Dual               |
| 1999               | La Molina (España)                | Medalla de plata   | Dual               |